# Distretto della Beqā Ovest
Il distretto di Beqā Ovest  (in arabo قضاء البقاع الغربي ‎?) è un distretto amministrativo del Libano, che fa parte del governatorato della Beqā. Il capoluogo del distretto è Joub Jannine.

## Collegamenti esterni

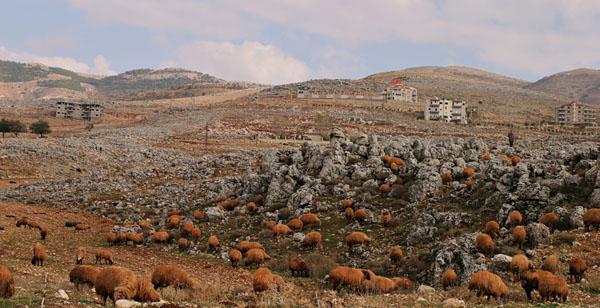
Ovini nella Beqā Ovest